# ロドリゴ・ナシメント・フランサ
ロドリゴ・ベカン（Rodrigo Becão）こと、ロドリゴ・ナシメント・フランサ（Rodrigo Nascimento França, 1996年1月19日 - ）は、ブラジル・バイーア州サルヴァドール出身のプロサッカー選手。スュペル・リグ・フェネルバフチェSK所属。ポジションはDF。

## 来歴
2009年に地元のECバイーアのユースチームに入団。2015年にトップチームに昇格し、11月28日のカンピオナート・ブラジレイロ・セリエBのアトレチコ・ゴイアニエンセ戦でプロデビュー。
2018年7月4日、ロシアサッカー・プレミアリーグのPFC CSKAモスクワへのローン移籍が決定。2018-19シーズンはリーグ戦28試合に出場。ロシア・スーパーカップでは優勝を経験した。
2019年7月7日、ウディネーゼ・カルチョと契約。2019-20シーズン開幕戦のACミラン戦では、後半27分にプロ初ゴールを決め、チームを開幕戦勝利に導いた。
2023年7月20日、フェネルバフチェSKに5年契約で移籍した。